# Baba (gudinna)

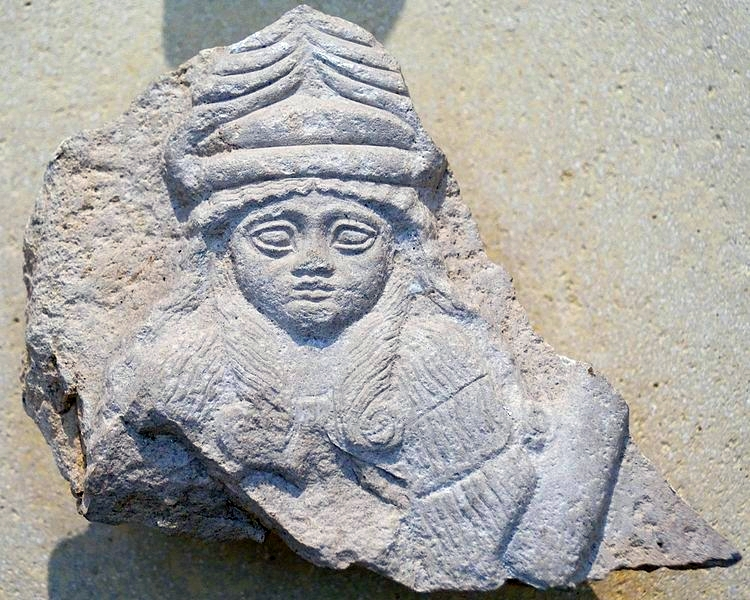
Byst av gudinnan Bau från cirka 2150-2100 f.Kr.

Baba (också Bau, dba-Ú, dba-ba6) var en gudinna i sumerisk mytologi. Hon var skyddsgudinna för städerna Girsu och Lagash.
Baba kallades den "goda" eller "vackra kvinnan" och åberopades ofta som en beskyddande och vaktande ande. Hon var också "överflödets härskarinna" vars fruktbara energi hjälpte människor och boskap att få avkommor. I senare tid associerades hon med helandets gudomliga kraft och med styrkan i magiska trollformler.
Baba ansågs vara Ans dotter. Hon var gift med Ningirsu, huvudguden i stadsstaten Lagash. I staden Kish var hon gift med guden Zababa. Baba och Ningirsus barn var gudarna Šulšagana och Igalima, enligt kung Gudeas inskriptioner i Lagash var "sjulingarna" också deras barn.
De tidigaste spåren av dyrkan av Baba är från tidig dynastisk tid i Lagash vars huvudstad var Girsu. Hennes tidiga kult verkar ha haft vissa kopplingar till begravningsriter. Vissa offer till henne kallades "brudgåvor", något som har lett vissa forskare att antyda en koppling till ett heligt äktenskap mellan henne och hennes make Ningirsu. I Lagash återskapades deras äktenskapsrit rituellt som del av nyårsfestivalen.
Under Tredje Ur-dynastin dyrkades Baba främst i Girsu men hon åberopades ofta i personnamn. Under den gammal-babyloniska perioden dyrkas hon också i Nippur, Isin, Larsa och Ur. Babas huvudsakliga kultplats var hennes tempel i Girsu, hon hade också en helgedom i Nannas tempel i Ur.
Under perioden 1830 - 1531 f.Kr. synkretiseras hon med olika läkegudinnor såsom Ninisinna, Gula, och Nintinugga.